# Suze Robertson
Suze Robertson o Susanne Bisschop-Robertson (La Haia, 17 de desembre de 1855 – La Haia, 18 d'octubre de 1922), fou una pintora neerlandesa. Va pertànyer al grup d'artistes coneguts com els Amsterdamse Joffers.

## Biografia
Va néixer en una família de mercaders. La seva mare va morir quan ella tenia dos anys i va ser criada per uns oncles seus. Va mostrar un primerenc talent per dibuixar i va començar els seus estudis el 1874 en la Reial Acadèmia d'Art de la Haia, on va ser alumna de Jan Philip Koelman. En l'acadèmia va aconseguir guanyar una medalla de bronze i dues de plata. El 1876 va seguir rebent lliçons a la Universitat Tècnica de Delft.
Fins al 1882 va ensenyar a dibuixar a nenes a Rotterdam, mentre ella seguia prenent lliçons els diumenges del pintor Petrus van der Velden a la Haia, i després d'un temps es va decidir per fer carrera com a artista. Els seus treballs de persones senzilles en interiors de granja i escenes de la vida agrícola són reminiscències de l'obra Els menjadors de patates de Vincent van Gogh: es diu que tots dos artistes s'admiraven mútuament.
Mentre era a Rotterdam, Suze va causar un escàndol perquè insistia que els seus alumnes havien ser capaços de dibuixar amb una model nua. Es va casar amb el pintor Richard Bisschop el 1892, i va ser membre del Pulchri Studio i del Arti et Amicitiae. En els anys següents va exposar nombroses vegades i va guanyar diverses medalles, incloent una de bronze en l'Exposició Universal de París (1900). L'any 1907 el seu treball va ser exposat a l'obertura de la nova nova sala del Larensche Kunsthandel a Amsterdam, on va vendre obres per un total de 10.000 florins, que en aquell temps representava una bona quantitat.

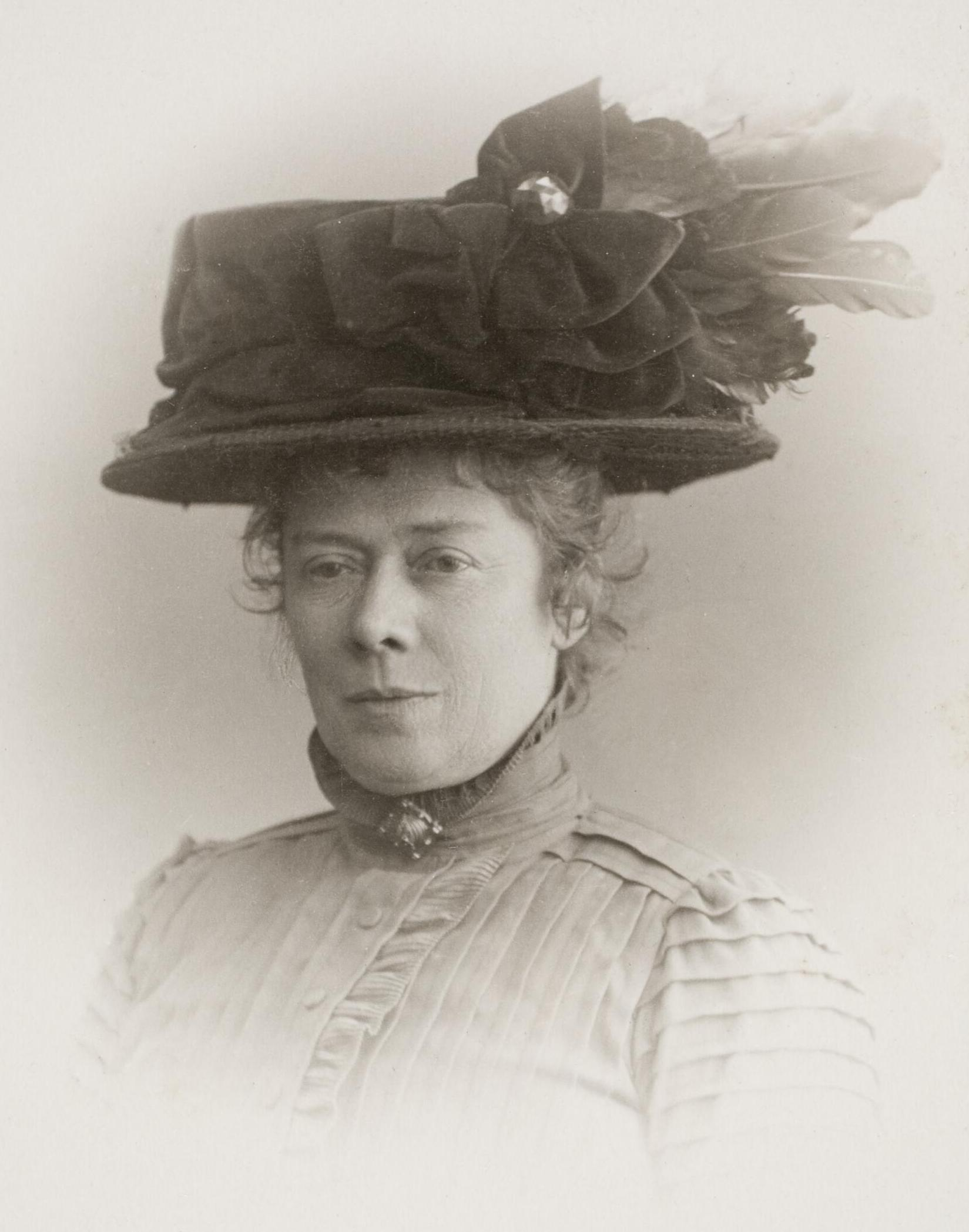
Suze Robertson entre 1885 i 1899

L'any 1911 va participar en la quarta edició de l'Exposició Internacional d'Art de Barcelona organitzada per l'Ajuntament al Palau de Belles Arts de la ciutat, en la qual va presentar la pintura titulada Puerta en Harderwyh.

## Galeria

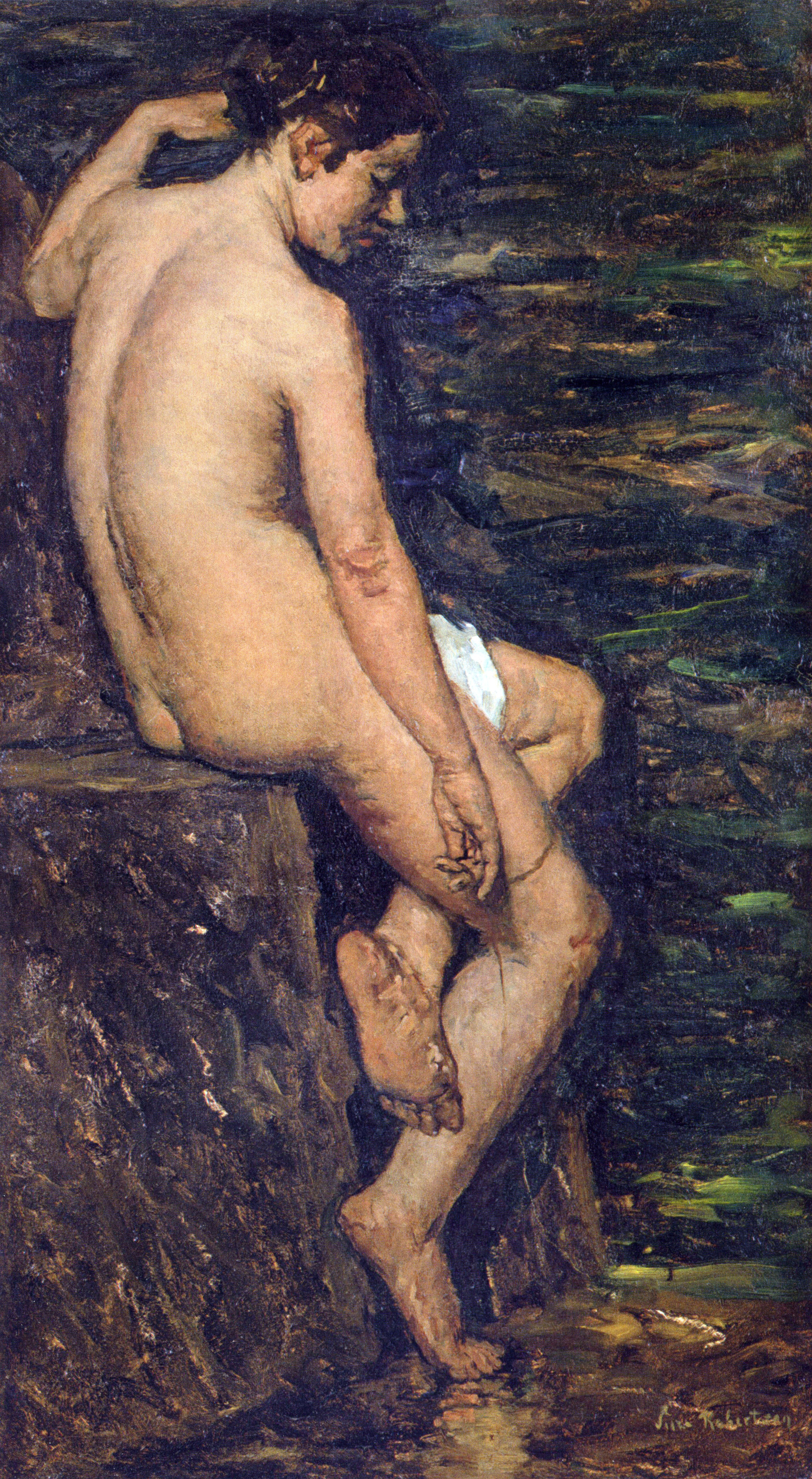
Lena zittend naakt (Lena asseguda nua), abans de 1900. Museu de Dordrecht.
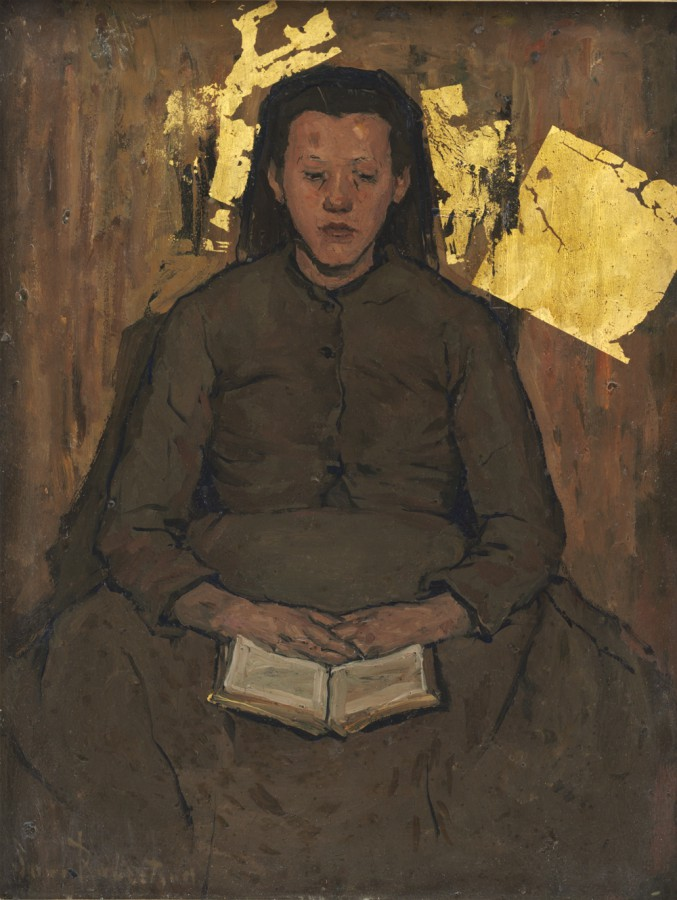
Pietje (Pietat), cap a 1895-1898.
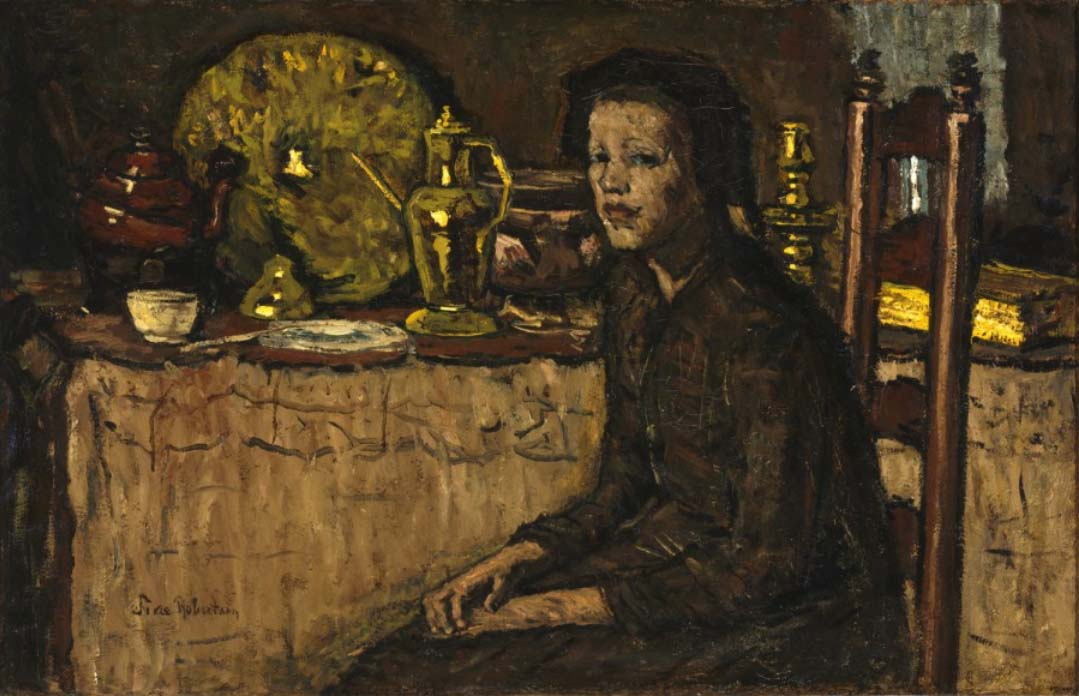
Oudhedenstalletje (Parada d'antiguitats), cap a 1900. Centraal Museum Utrecht.
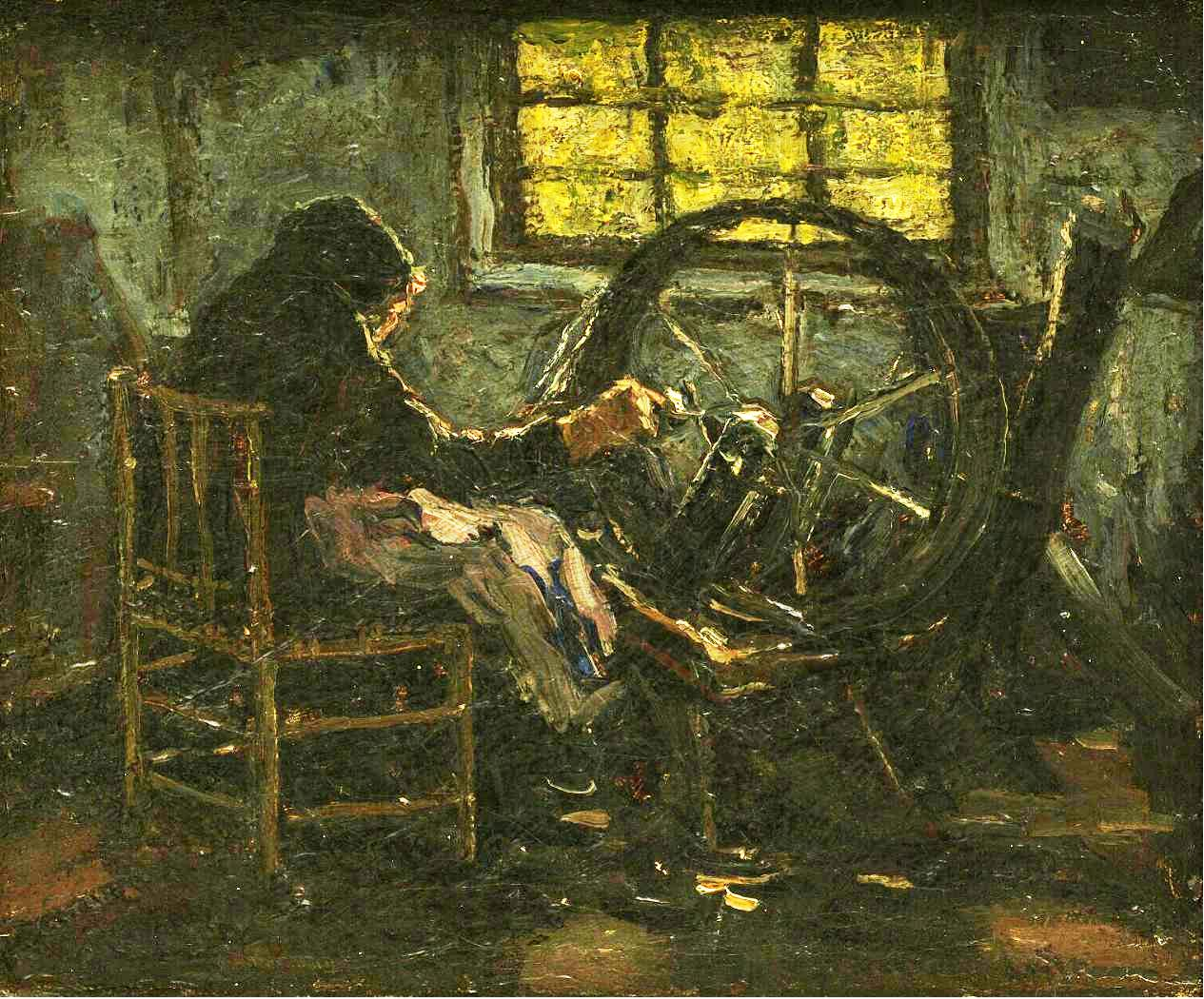
Dona filant, 1900. Museum Helmond.
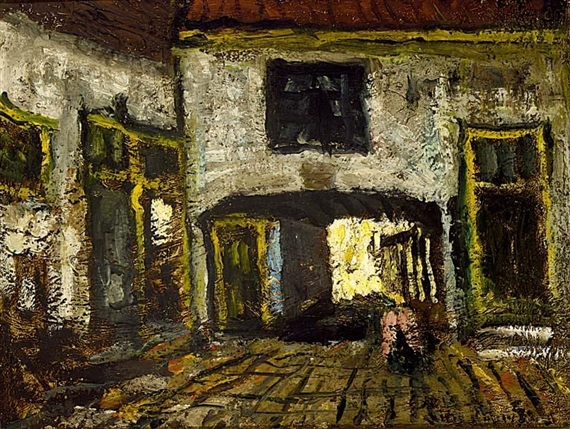
Pati amb obra de John Buning, abans de 1922.
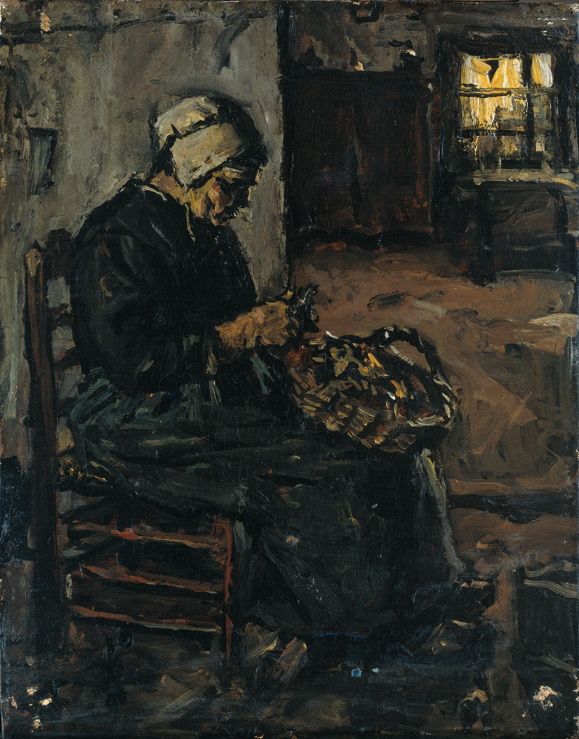
Boerenvrouw aardappels schillend (Camperola pelant patates), 1922. Rijksmuseum.